# بيت الطلحي (قفل شمر)

تعديل مصدري - تعديل

بيت الطلحي هي إحدى قرى عزلة شمرين بمديرية قفل شمر التابعة لمحافظة حجة، بلغ تعداد سكانها 240 نسمة حسب تعداد اليمن لعام 2004.